# Premi Oscar 1960
La 32ª edizione della cerimonia di premiazione degli Oscar si tenne il 4 aprile 1960 a Hollywood, al RKO Pantages Theatre, presentata da Bob Hope.
La cerimonia ha visto la vittoria di Ben Hur, primo film ad aver vinto 11 Premi Oscar. Questo primato è stato eguagliato solo da Titanic nel 1998 e Il Signore degli Anelli - Il ritorno del re nel 2004.

## Vincitori e candidati
Vengono di seguito indicati in grassetto i vincitori. Ove ricorrente e disponibile, viene indicato il titolo in lingua italiana e quello in lingua originale tra parentesi.

### Miglior film
- Ben-Hur, regia di William Wyler
- Anatomia di un omicidio (Anatomy of a Murder), regia di Otto Preminger
- Il diario di Anna Frank (The Diary of Anne Frank), regia di George Stevens
- La storia di una monaca (The Nun's Story), regia di Fred Zinnemann
- La strada dei quartieri alti (Room at the Top), regia di Jack Clayton

### Miglior regia
- William Wyler - Ben-Hur
- George Stevens - Il diario di Anna Frank (The Diary of Anne Frank)
- Fred Zinnemann - La storia di una monaca (The Nun's Story)
- Jack Clayton - La strada dei quartieri alti (Room at the Top)
- Billy Wilder - A qualcuno piace caldo (Some Like It Hot)

### Miglior attore protagonista
- Charlton Heston - Ben-Hur
- Laurence Harvey - La strada dei quartieri alti (Room at the Top)
- Jack Lemmon - A qualcuno piace caldo (Some Like It Hot)
- Paul Muni - Addio dottor Abelman! (The Last Angry Man)
- James Stewart - Anatomia di un omicidio (Anatomy of a Murder)

### Migliore attrice protagonista
- Simone Signoret - La strada dei quartieri alti (Room at the Top)
- Doris Day - Il letto racconta... (Pillow Talk)
- Audrey Hepburn - La storia di una monaca (The Nun's Story)
- Katharine Hepburn - Improvvisamente, l'estate scorsa (Suddenly, Last Summer)
- Elizabeth Taylor - Improvvisamente, l'estate scorsa (Suddenly, Last Summer)

### Miglior attore non protagonista
- Hugh Griffith - Ben-Hur
- Arthur O'Connell - Anatomia di un omicidio (Anatomy of a Murder)
- George C. Scott - Anatomia di un omicidio (Anatomy of a Murder)
- Robert Vaughn - I segreti di Filadelfia (The Young Philadelphians)
- Ed Wynn - Il diario di Anna Frank (The Diary of Anne Frank)

### Migliore attrice non protagonista
- Shelley Winters - Il diario di Anna Frank (The Diary of Anne Frank)
- Hermione Baddeley - La strada dei quartieri alti (Room at the Top)
- Susan Kohner - Lo specchio della vita (Imitation of Life)
- Juanita Moore - Lo specchio della vita (Imitation of Life)
- Thelma Ritter - Il letto racconta... (Pillow Talk)

### Miglior sceneggiatura non originale
- Neil Paterson - La strada dei quartieri alti (Room at the Top)
- Wendell Mayes - Anatomia di un omicidio (Anatomy of a Murder)
- Karl Tunberg - Ben-Hur
- Robert Anderson - La storia di una monaca (The Nun's Story)
- Billy Wilder e I. A. L. Diamond - A qualcuno piace caldo (Some Like It Hot)

### Miglior sceneggiatura originale
- Russell Rouse, Clarence Greene, Stanley Shapiro e Maurice Richlin - Il letto racconta... (Pillow Talk)
- François Truffaut e Marcel Moussy - I quattrocento colpi (Les quatre cents coups)
- Ernest Lehman - Intrigo internazionale (North by Northwest)
- Paul King, Joseph Stone, Stanley Shapiro e Maurice Richlin - Operazione sottoveste (Operation Petticoat)
- Ingmar Bergman - Il posto delle fragole (Smultronstället)

### Miglior film straniero
- Orfeo negro (Orfeu Negro), regia di Marcel Camus (Francia)
- Il ponte (Die Brücke), regia di Bernhard Wicki (Germania Ovest)
- La grande guerra, regia di Mario Monicelli (Italia)
- Paw, regia di Astrid Henning-Jensen (Danimarca)
- Il villaggio sul fiume (Dorp aan de rivier), regia di Fons Rademakers (Paesi Bassi)

### Miglior fotografia
- Bianco e nero

- William C. Mellor - Il diario di Anna Frank (The Diary of Anne Frank)
- Sam Leavitt - Anatomia di un omicidio (Anatomy of a Murder)
- Joseph LaShelle - Il prezzo del successo (Career)
- Charles Lang - A qualcuno piace caldo (Some Like It Hot)
- Harry Stradling Sr. - I segreti di Filadelfia (The Young Philadelphians)

- Colore

- Robert L. Surtees - Ben-Hur
- Lee Garmes - Il grande pescatore (The Big Fisherman)
- Daniel L. Fapp - I cinque penny (The Five Pennies)
- Franz Planer - La storia di una monaca (The Nun's Story)
- Leon Shamroy - Porgy and Bess

### Miglior scenografia
- Bianco e nero

- Lyle R. Wheeler, George W. Davis, Walter M. Scott e Stuart A. Reiss - Il diario di Anna Frank (The Diary of Anne Frank)
- Hal Pereira, Walter Tyler, Sam Comer e  Arthur Krams - Il prezzo del successo (Career)
- Carl Anderson e William Kiernan - Addio dottor Abelman! (The Last Angry Man)
- Ted Haworth e Edward G. Boyle - A qualcuno piace caldo (Some Like It Hot)
- Oliver Messel, William Kellner e Scot Slimon - Improvvisamente, l'estate scorsa (Suddenly, Last Summer)

- Colore

- William A. Horning, Edward Carfagno e Hugh Hunt - Ben-Hur
- John DeCuir e Julia Heron - Il grande pescatore (The Big Fisherman)
- Lyle R. Wheeler, Franz Bachelin, Herman A. Blumenthal, Walter M. Scott e Joseph Kish - Viaggio al centro della Terra (Journey to the Center of the Earth)
- William A. Horning, Robert Boyle, Merrill Pye, Henry Grace e Frank McKelvy - Intrigo internazionale (North by Northwest)
- Richard H. Riedel, Russell A. Gausman e Ruby R. Levitt - Il letto racconta (Pillow Talk)

### Migliori costumi
- Bianco e nero

- Orry-Kelly - A qualcuno piace caldo (Some Like It Hot)
- Edith Head - Il prezzo del successo (Career)
- Charles LeMaire e Mary Wills - Il diario di Anna Frank (The Diary of Anne Frank)
- Helen Rose - Gazebo (The Gazebo)
- Howard Shoup - I segreti di Filadelfia (The Young Philadelphians)

- Colore

- Elizabeth Haffenden - Ben-Hur
- Adele Palmer - Donne in cerca d'amore (The Best of Everything)
- Renié - Il grande pescatore (The Big Fisherman)
- Edith Head - I cinque penny (The Five Pennies)
- Irene Sharaff - Porgy and Bess

### Migliori effetti speciali
- A. Arnold Gillespie, Robert MacDonald e Milo Lory - Ben-Hur
- L. B. Abbott, James B. Gordon e Carl Faulkner - Viaggio al centro della Terra (Journey to the Center of the Earth)

### Miglior montaggio
- Ralph E. Winters e John D. Dunning - Ben-Hur
- Louis R. Loeffler - Anatomia di un omicidio (Anatomy of a Murder)
- George Tomasini - Intrigo internazionale (North by Northwest)
- Walter Thompson - La storia di una monaca (The Nun's Story)
- Frederic Knudtson - L'ultima spiaggia (On the Beach)

### Miglior sonoro
- Franklin E. Milton e Metro-Goldwyn-Mayer Studio Sound Department - Ben-Hur
- Fred Hynes, Gordon E. Sawyer, Todd-AO Sound Department e Samuel Goldwyn Studio Sound Department - Porgy and Bess
- Carl Faulkner e 20th Century-Fox Studio Sound Department - Viaggio al centro della Terra (Journey to the Center of the Earth)
- A. W. Watkins e Metro-Goldwyn-Mayer London Studio Sound Department - Il diavolo nello specchio (Libel!)
- George R. Groves e Warner Bros. Studio Sound Department - La storia di una monaca (The Nun's Story)

### Migliore colonna sonora
- Film musicale

- André Previn e Ken Darby - Porgy and Bess
- Leith Stevens - I cinque penny (The Five Pennies)
- Nelson Riddle e Joseph J. Lilley - Il villaggio più pazzo del mondo (Li'l Abner)
- Lionel Newman - Dinne una per me (Say One for Me)
- George Bruns - La bella addormentata nel bosco (Sleeping Beauty)

- Film drammatico o commedia

- Miklós Rózsa - Ben-Hur
- Alfred Newman - Il diario di Anna Frank (The Diary of Anne Frank)
- Franz Waxman - La storia di una monaca (The Nun's Story)
- Ernest Gold - L'ultima spiaggia (On the Beach)
- Frank DeVol - Il letto racconta (Pillow Talk)

### Miglior canzone
- High Hopes, musica di James Van Heusen, testo di Sammy Cahn - Un uomo da vendere (A Hole in the Head)
- The Best of Everything, musica di Alfred Newman, testo di Sammy Cahn - Donne in cerca d'amore (The Best of Everything)
- The Five Pennies, musica e testo di Sylvia Fine - I cinque penny (The Five Pennies)
- The Hanging Tree, musica di Jerry Livingston, testo di Mack David - L'albero degli impiccati (The Hanging Tree)
- Strange Are the Ways of Love, musica di Dimitri Tiomkin, testo di Ned Washington - Là dove il sole brucia (The Young Land)

### Miglior documentario
- Serengeti non deve morire (Serengeti darf nicht sterben), regia di Bernhard Grzimek
- The Race for Space, regia di David L. Wolper

### Miglior cortometraggio
- The Golden Fish (Histoire d'un poisson rouge), regia di Jacques-Yves Cousteau
- Between the Tides, regia di Ralph Keene
- Mysteries of the Deep, regia di Ben Sharpsteen
- The Running Jumping & Standing Still Film, regia di Richard Lester e Peter Sellers
- Skyscraper, regia di Shirley Clarke

### Miglior cortometraggio documentario
- Glas, regia di Bert Haanstra
- Paperino nel mondo della matemagica (Donald in Mathmagic Land), regia di Milt Banta e Bill Berg
- From Generation to Generation, regia di Edward F. Cullen

### Miglior cortometraggio d'animazione
- Moonbird, regia di John Hubley
- Mexicali Shmoes, regia di Friz Freleng
- Noah's Ark, regia di Bill Justice
- The Violinist, regia di Ernest Pintoff

## Premi speciali

### Premio alla carriera
- Lee De Forest per le sue pionieristiche invenzioni che portarono il sonoro nel cinema.
- Buster Keaton per i suoi talenti unici che portarono immortali commedie sullo schermo.

### Premio umanitario Jean Hersholt
- Bob Hope